# ATP-seizoen 2005
Het ATP-seizoen in 2005 bestond uit de internationale tennistoernooien, die door de ATP en ITF werden georganiseerd in het kalenderjaar 2005.
Het speelschema omvatte:
- 65 ATP-toernooien, bestaande uit de categorieën:
  - Tennis Masters Series: 9
  - ATP International Series Gold: 9
  - ATP International Series: 44
  - Tennis Masters Cup: 2 (eindejaarstoernooi voor de 8 beste tennissers/dubbelteams)
  - World Team Cup: landenteamtoernooi, geen ATP-punten.
- 6 ITF-toernooien, bestaande uit de:
  - 4 grandslamtoernooien;
  - Davis Cup: landenteamtoernooi;
  - Hopman Cup: landenteamtoernooi voor gemengde tenniskoppels, geen ATP-punten.

## Legenda
| Grand Slams                   |
| Tennis Masters Cup            |
| Tennis Masters Series         |
| ATP International Series Gold |
| ATP International Series      |
| Toernooien voor teams         |

### Codering
De codering voor het aantal deelnemers.
128S/128Q/64D/32X
- 128 deelnemers aan hoofdtoernooi (S)
- 128 aan het kwalificatietoernooi (Q)
- 64 koppels in het dubbelspel (D)
- 32 koppels in het gemengd dubbel (X).

Alle toernooien worden in principe buiten gespeeld, tenzij anders vermeld.
RR = groepswedstrijden, (i) = indoor

## Speelschema

### Januari
| Week van              | Toernooi | Winnaar(s)                                  | Finalist(en)                            | Uitslag finale      |         |
| --------------------- | --- | ------------------------------------------- | --------------------------------------- | ------------------- | ------- |
| 1 januari             | Hopman Cup Perth, Australië ITF gemengd teamcompetitie AU$ 1.000.000 - hardcourt (i) - 8 teams                                            | Slowakije Dominik Hrbatý Daniela Hantuchová | Argentinië Guillermo Coria Gisela Dulko | 3-0                 | details |
| 3 januari             | Next Generation hardcourts Adelaide, Australië ATP International Series $ 394.000 - hardcourt - 32S/32Q/16D                               | Joachim Johansson                           | Taylor Dent                             | 7-5, 6-3            | details |
| 3 januari             | Next Generation hardcourts Adelaide, Australië ATP International Series $ 394.000 - hardcourt - 32S/32Q/16D                               | Xavier Malisse Olivier Rochus               | Simon Aspelin Todd Perry                | 7-6(5), 6-4         | details |
| 3 januari             | Chennai Open Chennai, India ATP International Series $ 355.000 - hardcourt - 32S/32Q/16D                                                  | Carlos Moyá                                 | Paradorn Srichaphan                     | 3-6, 6-4, 7-6(5)    | details |
| 3 januari             | Chennai Open Chennai, India ATP International Series $ 355.000 - hardcourt - 32S/32Q/16D                                                  | Rainer Schüttler Lu Yen-hsun                | Mahesh Bhupathi Jonas Björkman          | 7-5, 4-6, 7-6(4)    | details |
| 3 januari             | Qatar ExxonMobil Open Doha, Qatar ATP International Series $ 975.000 - hardcourt - 32S/32Q/16D                                            | Roger Federer                               | Ivan Ljubičić                           | 6-3, 6-1            | details |
| 3 januari             | Qatar ExxonMobil Open Doha, Qatar ATP International Series $ 975.000 - hardcourt - 32S/32Q/16D                                            | Albert Costa Rafael Nadal                   | Andrei Pavel Michail Joezjny            | 6-3, 4-6, 6-3       | details |
| 10 januari            | Heineken Open Auckland, Nieuw-Zeeland ATP International Series $ 401.000 - hardcourt - 32S/32Q/16D                                        | Fernando González                           | Olivier Rochus                          | 6-4, 6-2            | details |
| 10 januari            | Heineken Open Auckland, Nieuw-Zeeland ATP International Series $ 401.000 - hardcourt - 32S/32Q/16D                                        | Yves Allegro Michael Kohlmann               | Simon Aspelin Todd Perry                | 6-4, 7-6(4)         | details |
| 10 januari            | Adidas International Sydney, Australië ATP International Series $ 394.000 - hardcourt - 32S/32Q/16D                                       | Lleyton Hewitt                              | Ivo Minář                               | 7-5, 6-0            | details |
| 10 januari            | Adidas International Sydney, Australië ATP International Series $ 394.000 - hardcourt - 32S/32Q/16D                                       | Mahesh Bhupathi Todd Woodbridge             | Arnaud Clément Michaël Llodra           | 6-3, 6-3            | details |
| 17 januari 24 januari | Australian Open Melbourne, Australië Grand Slam AUS$ 19.000.000 - hardcourt 128S/128Q/64D/32X                                             | Marat Safin                                 | Lleyton Hewitt                          | 1-6, 6-3, 6-4, 6-4  | details |
| 17 januari 24 januari | Australian Open Melbourne, Australië Grand Slam AUS$ 19.000.000 - hardcourt 128S/128Q/64D/32X                                             | Wayne Black Kevin Ullyett                   | Bob Bryan Mike Bryan                    | 6-4, 6-4            | details |
| 17 januari 24 januari | Australian Open Melbourne, Australië Grand Slam AUS$ 19.000.000 - hardcourt 128S/128Q/64D/32X                                             | Samantha Stosur Scott Draper                | Liezel Huber Kevin Ullyett              | 6-2, 2-6, [10-6]    | details |
| 31 januari            | Milan Indoor Milaan, Italië ATP International Series € 302.000 - tapijt (i) - 32S/32Q/16D                                                 | Robin Söderling                             | Radek Štěpánek                          | 6-3, 6-7(2), 7-6(5) | details |
| 31 januari            | Milan Indoor Milaan, Italië ATP International Series € 302.000 - tapijt (i) - 32S/32Q/16D                                                 | Giorgio Galimberti Daniele Bracciali        | Jean-François Bachelot Arnaud Clément   | 6-7(8), 7-6(6), 6-4 | details |
| 31 januari            | Bell South Open Viña del Mar, Chili ATP International Series $ 355.000 - gravel - 32S/32Q/16D                                             | Gastón Gaudio                               | Fernando González                       | 6-3, 6-4            | details |
| 31 januari            | Bell South Open Viña del Mar, Chili ATP International Series $ 355.000 - gravel - 32S/32Q/16D                                             | David Ferrer Santiago Ventura               | Gastón Etlis Martín Rodríguez           | 6-3, 6-4            | details |
| 31 januari            | Millennium International Tennis Championships Delray Beach, Verenigde Staten ATP International Series $ 355.000 - hardcourt - 32S/32Q/16D | Xavier Malisse                              | Jiří Novák                              | 7-6(6), 6-2         | details |
| 31 januari            | Millennium International Tennis Championships Delray Beach, Verenigde Staten ATP International Series $ 355.000 - hardcourt - 32S/32Q/16D | Simon Aspelin Todd Perry                    | Jordan Kerr Jim Thomas                  | 6-3, 6-3            | details |

### Februari
| Week van    | Toernooi | Winnaar(s)                    | Finalist(en)                       | Uitslag finale   |         |
| ----------- | --- | ----------------------------- | ---------------------------------- | ---------------- | ------- |
| 7 februari  | SAP Open San José, Verenigde Staten ATP International Series $ 355.000 - hardcourt (i) - 32S/32Q/16D                                | Andy Roddick                  | Cyril Saulnier                     | 6-0, 6-4         | details |
| 7 februari  | SAP Open San José, Verenigde Staten ATP International Series $ 355.000 - hardcourt (i) - 32S/32Q/16D                                | Wayne Arthurs Paul Hanley     | Yves Allegro Michael Kohlmann      | 7-6(4), 6-4      | details |
| 7 februari  | Argentina Open Buenos Aires, Argentinië ATP International Series $ 355.000 - gravel - 32S/32Q/16D                                   | Gastón Gaudio                 | Mariano Puerta                     | 6-4, 6-4         | details |
| 7 februari  | Argentina Open Buenos Aires, Argentinië ATP International Series $ 355.000 - gravel - 32S/32Q/16D                                   | František Čermák Leoš Friedl  | José Acasuso Sebastián Prieto      | 6-2, 7-5         | details |
| 7 februari  | Open 13 Marseille, Frankrijk ATP International Series € 489.000 - hardcourt (i) - 32S/32Q/16D                                       | Joachim Johansson             | Ivan Ljubičić                      | 7-5, 6-4         | details |
| 7 februari  | Open 13 Marseille, Frankrijk ATP International Series € 489.000 - hardcourt (i) - 32S/32Q/16D                                       | Martin Damm Radek Štěpánek    | Mark Knowles Daniel Nestor         | 7-6(4), 7-6(5)   | details |
| 14 februari | Regions Morgan Keegan Championships Memphis, Verenigde Staten ATP International Series Gold $ 900.000 - hardcourt (i) - 32S/32Q/16D | Kenneth Carlsen               | Maks Mirni                         | 7-5, 7-5         | details |
| 14 februari | Regions Morgan Keegan Championships Memphis, Verenigde Staten ATP International Series Gold $ 900.000 - hardcourt (i) - 32S/32Q/16D | Simon Aspelin Todd Perry      | Bob Bryan Mike Bryan               | 6-4, 6-4         | details |
| 14 februari | ABN AMRO World Tennis Tournament Rotterdam, Nederland ATP International Series Gold € 765.000 - hardcourt (i) - 32S/32Q/16D         | Roger Federer                 | Ivan Ljubičić                      | 5-7, 7-5, 7-6(5) | details |
| 14 februari | ABN AMRO World Tennis Tournament Rotterdam, Nederland ATP International Series Gold € 765.000 - hardcourt (i) - 32S/32Q/16D         | Jonathan Erlich Andy Ram      | Cyril Suk Pavel Vízner             | 6-4, 4-6, 6-3    | details |
| 14 februari | Brasil Open Costa do Sauípe, Brazilië ATP International Series $ 355.000 - gravel - 32S/32Q/16D                                     | Rafael Nadal                  | Alberto Martín                     | 6-0, 6-7(2), 6-1 | details |
| 14 februari | Brasil Open Costa do Sauípe, Brazilië ATP International Series $ 355.000 - gravel - 32S/32Q/16D                                     | František Čermák Leoš Friedl  | José Acasuso Ignacio González King | 6-4, 6-4         | details |
| 21 februari | Dubai Open Dubai, Verenigde Arabische Emiraten ATP International Series Gold $ 975.000 - hardcourt - 32S/32Q/16D                    | Roger Federer                 | Ivan Ljubičić                      | 6-1, 6-7(6), 6-3 | details |
| 21 februari | Dubai Open Dubai, Verenigde Arabische Emiraten ATP International Series Gold $ 975.000 - hardcourt - 32S/32Q/16D                    | Martin Damm Radek Štěpánek    | Jonas Björkman Fabrice Santoro     | 6-2, 6-4         | details |
| 21 februari | Abierto Mexicano Telcel Acapulco, Mexico ATP International Series Gold $ 618.000 - gravel - 32S/32Q/16D                             | Rafael Nadal                  | Albert Montañés                    | 6-1, 6-0         | details |
| 21 februari | Abierto Mexicano Telcel Acapulco, Mexico ATP International Series Gold $ 618.000 - gravel - 32S/32Q/16D                             | David Ferrer Santiago Ventura | Jiří Vaněk Tomáš Zíb               | 4-6, 6-1, 6-4    | details |
| 21 februari | Tennis Channel Open Scottsdale, Verenigde Staten ATP International Series $ 355.000 - hardcourt - 32S/32Q/16D                       | Wayne Arthurs                 | Mario Ančić                        | 7-5, 6-3         | details |
| 21 februari | Tennis Channel Open Scottsdale, Verenigde Staten ATP International Series $ 355.000 - hardcourt - 32S/32Q/16D                       | Bob Bryan Mike Bryan          | Wayne Arthurs Paul Hanley          | 7-5, 6-4         | details |

### Maart
| Week van          | Toernooi                                                                                                  | Winnaar(s)                 | Finalist(en)              | Uitslag finale                |         |
| ----------------- | --- | -------------------------- | ------------------------- | ----------------------------- | ------- |
| 4 maart 6 maart   | Davis Cup (1e ronde)                                                                                      |                            |                           |                               | details |
| 7 maart 14 maart  | Pacific Life Open Indian Wells, Verenigde Staten ATP Masters Series $ 2.724.600 - hardcourt - 96S/48Q/32D | Roger Federer              | Lleyton Hewitt            | 6-2, 6-4, 6-4                 | details |
| 7 maart 14 maart  | Pacific Life Open Indian Wells, Verenigde Staten ATP Masters Series $ 2.724.600 - hardcourt - 96S/48Q/32D | Mark Knowles Daniel Nestor | Wayne Arthurs Paul Hanley | 7-6(6), 7-6(2)                | details |
| 21 maart 28 maart | NASDAQ-100 Open Miami, Verenigde Staten ATP Masters Series $ 3.200.000 - hardcourt - 96S/48Q/32D          | Roger Federer              | Rafael Nadal              | 2-6, 6-7(4), 7-6(5), 6-3, 6-1 | details |
| 21 maart 28 maart | NASDAQ-100 Open Miami, Verenigde Staten ATP Masters Series $ 3.200.000 - hardcourt - 96S/48Q/32D          | Jonas Björkman Maks Mirni  | Wayne Black Kevin Ullyett | 6-1, 6-2                      | details |

### April
| Week van | Toernooi | Winnaar(s)                         | Finalist(en)                     | Uitslag finale     |         |
| -------- | --- | ---------------------------------- | -------------------------------- | ------------------ | ------- |
| 4 april  | Grand Prix Hassan II Casablanca, Marokko ATP International Series € 302.000 - gravel - 32S/32Q/16D                      | Mariano Puerta                     | Juan Mónaco                      | 6-4, 6-1           | details |
| 4 april  | Grand Prix Hassan II Casablanca, Marokko ATP International Series € 302.000 - gravel - 32S/32Q/16D                      | František Čermák Leoš Friedl       | Martín García Luis Horna         | 6-4, 6-3           | details |
| 4 april  | Open de Tenis Comunidad Valenciana Valencia, Spanje ATP International Series € 319.000 - gravel - 32S/32Q/16D           | Igor Andrejev                      | David Ferrer                     | 6-3, 5-7, 6-3      | details |
| 4 april  | Open de Tenis Comunidad Valenciana Valencia, Spanje ATP International Series € 319.000 - gravel - 32S/32Q/16D           | Fernando González Martín Rodríguez | Lucas Arnold Ker Mariano Hood    | 6-4, 6-4           | details |
| 11 april | Monte-Carlo Rolex Masters Monte Carlo, Monaco ATP Masters Series € 1.870.000 - gravel - 64S/32Q/24D                     | Rafael Nadal                       | Guillermo Coria                  | 6-3, 6-1, 0-6, 7-5 | details |
| 11 april | Monte-Carlo Rolex Masters Monte Carlo, Monaco ATP Masters Series € 1.870.000 - gravel - 64S/32Q/24D                     | Leander Paes Nenad Zimonjić        | Bob Bryan Mike Bryan             | Walk-over          | details |
| 18 april | U.S. Men's Clay Court Championships Houston, Verenigde Staten ATP International Series $ 355.000 - gravel - 32S/32Q/16D | Andy Roddick                       | Sébastien Grosjean               | 6-2, 6-2           | details |
| 18 april | U.S. Men's Clay Court Championships Houston, Verenigde Staten ATP International Series $ 355.000 - gravel - 32S/32Q/16D | Mark Knowles Daniel Nestor         | Martín García Luis Horna         | 6-3, 6-4           | details |
| 18 april | Open Seat Godo Barcelona, Spanje ATP International Series Gold € 765.000 - gravel - 56S/28Q/24D                         | Rafael Nadal                       | Juan Carlos Ferrero              | 6-1, 7-6(4), 6-3   | details |
| 18 april | Open Seat Godo Barcelona, Spanje ATP International Series Gold € 765.000 - gravel - 56S/28Q/24D                         | Leander Paes Nenad Zimonjić        | Feliciano López Rafael Nadal     | 6-3, 6-3           | details |
| 25 april | Estoril Open Estoril, Portugal ATP International Series € 510.000 - gravel - 32S/32Q/16D                                | Gastón Gaudio                      | Tommy Robredo                    | 6-1, 2-6, 6-1      | details |
| 25 april | Estoril Open Estoril, Portugal ATP International Series € 510.000 - gravel - 32S/32Q/16D                                | František Čermák Leoš Friedl       | Juan Ignacio Chela Tommy Robredo | 6-3, 6-4           | details |
| 25 april | BMW Open München, Duitsland ATP International Series € 302.000 - gravel - 32S/32Q/16D                                   | David Nalbandian                   | Andrei Pavel                     | 6-4, 6-1           | details |
| 25 april | BMW Open München, Duitsland ATP International Series € 302.000 - gravel - 32S/32Q/16D                                   | Mario Ančić Julian Knowle          | Florian Mayer Alexander Waske    | 6-3, 1-6, 6-3      | details |

### Mei
| Week van      | Toernooi | Winnaar(s)                         | Finalist(en)                     | Uitslag finale             |         |
| ------------- | --- | ---------------------------------- | -------------------------------- | -------------------------- | ------- |
| 2 mei         | Telecom Italia Masters Rome, Italië ATP Masters Series € 1.870.000 - gravel - 56S/28Q/24D                                | Rafael Nadal                       | Guillermo Coria                  | 6-3, 3-6, 6-3, 4-6, 7-6(6) | details |
| 2 mei         | Telecom Italia Masters Rome, Italië ATP Masters Series € 1.870.000 - gravel - 56S/28Q/24D                                | Michaël Llodra Fabrice Santoro     | Bob Bryan Mike Bryan             | 6-4, 6-2                   | details |
| 9 mei         | Hamburg Masters Hamburg, Duitsland ATP Masters Series € 1.870.000 - gravel - 64S/32Q/24D                                 | Roger Federer                      | Richard Gasquet                  | 6-3, 7-5, 7-6(4)           | details |
| 9 mei         | Hamburg Masters Hamburg, Duitsland ATP Masters Series € 1.870.000 - gravel - 64S/32Q/24D                                 | Jonas Björkman Maks Mirni          | Michaël Llodra Fabrice Santoro   | 4-6, 7-6(2), 7-6(3)        | details |
| 16 mei        | Internationaler Raiffeisen Grand Prix Sankt Pölten, Oostenrijk ATP International Series € 302.000 - gravel - 32S/32Q/16D | Nikolaj Davydenko                  | Jürgen Melzer                    | 6-3, 2-6, 6-4              | details |
| 16 mei        | Internationaler Raiffeisen Grand Prix Sankt Pölten, Oostenrijk ATP International Series € 302.000 - gravel - 32S/32Q/16D | Lucas Arnold Ker Paul Hanley       | Martin Damm Mariano Hood         | 6-3, 6-4                   | details |
| 16 mei        | ARAG World Team Cup Düsseldorf, Duitsland ATP World Team Championship - $ 1.850.000 - gravel - 8 teams (RR)              | Duitsland                          | Argentinië                       | 2-1                        | details |
| 23 mei 30 mei | Roland Garros Parijs, Frankrijk Grand Slam € 6.370.980 - gravel 128S/128Q/64D/32X                                        | Rafael Nadal                       | Mariano Puerta                   | 6-7(6), 6-3, 6-1, 7-5      | details |
| 23 mei 30 mei | Roland Garros Parijs, Frankrijk Grand Slam € 6.370.980 - gravel 128S/128Q/64D/32X                                        | Jonas Björkman Maks Mirni          | Bob Bryan Mike Bryan             | 2-6, 6-1, 6-4              | details |
| 23 mei 30 mei | Roland Garros Parijs, Frankrijk Grand Slam € 6.370.980 - gravel 128S/128Q/64D/32X                                        | Daniela Hantuchová Fabrice Santoro | Martina Navrátilová Leander Paes | 3-6, 6-3, 6-2              | details |

### Juni
| Week van        | Toernooi | Winnaar(s)                  | Finalist(en)                   | Uitslag finale           |         |
| --------------- | --- | --------------------------- | ------------------------------ | ------------------------ | ------- |
| 6 juni          | Stella Artois Championships Londen, Verenigd Koninkrijk ATP International Series € 659.000 - gras - 56S/32Q/24D | Andy Roddick                | Ivo Karlović                   | 7-6(7), 7-6(4)           | details |
| 6 juni          | Stella Artois Championships Londen, Verenigd Koninkrijk ATP International Series € 659.000 - gras - 56S/32Q/24D | Bob Bryan Mike Bryan        | Jonas Björkman Maks Mirni      | 7-6(9), 7-6(4)           | details |
| 6 juni          | Gerry Weber Open Halle, Duitsland ATP International Series € 659.000 - gras - 32S/32Q/16D                       | Roger Federer               | Marat Safin                    | 6-4, 6-7(6), 6-4         | details |
| 6 juni          | Gerry Weber Open Halle, Duitsland ATP International Series € 659.000 - gras - 32S/32Q/16D                       | Roger Federer Yves Allegro  | Joachim Johansson Marat Safin  | 7-5, 6-7(6), 6-3         | details |
| 13 juni         | Ordina Open Rosmalen, Nederland ATP International Series € 302.000 - gras - 32S/32Q/16D                         | Mario Ančić                 | Michaël Llodra                 | 7-5, 6-4                 | details |
| 13 juni         | Ordina Open Rosmalen, Nederland ATP International Series € 302.000 - gras - 32S/32Q/16D                         | Cyril Suk Pavel Vízner      | Tomáš Cibulec Leoš Friedl      | 6-3, 6–4                 | details |
| 13 juni         | The 10tele.com Open Nottingham, Verenigd Koninkrijk ATP International Series € 302.000 - gras - 32S/23Q/16D     | Richard Gasquet             | Maks Mirni                     | 6-2, 6-3                 | details |
| 13 juni         | The 10tele.com Open Nottingham, Verenigd Koninkrijk ATP International Series € 302.000 - gras - 32S/23Q/16D     | Andy Ram Jonathan Erlich    | Simon Aspelin Todd Perry       | 4-6, 6-3, 7-5            | details |
| 20 juni 27 juni | Wimbledon Londen, Verenigd Koninkrijk Grand Slam £ 10.085.510 - gras 128S/128Q/64D/16Q/48X                      | Roger Federer               | Andy Roddick                   | 6-2, 7-6(2), 6-4         | details |
| 20 juni 27 juni | Wimbledon Londen, Verenigd Koninkrijk Grand Slam £ 10.085.510 - gras 128S/128Q/64D/16Q/48X                      | Stephen Huss Wesley Moodie  | Bob Bryan Mike Bryan           | 7-6(4), 6-3, 6-7(2), 6-3 | details |
| 20 juni 27 juni | Wimbledon Londen, Verenigd Koninkrijk Grand Slam £ 10.085.510 - gras 128S/128Q/64D/16Q/48X                      | Mary Pierce Mahesh Bhupathi | Tetjana Perebyjnis Paul Hanley | 6-4, 6-2                 | details |

### Juli
| Week van        | Toernooi | Winnaar(s)                       | Finalist(en)                      | Uitslag finale       |         |
| --------------- | --- | -------------------------------- | --------------------------------- | -------------------- | ------- |
| 4 juli          | Campbell's Hall of Fame Tennis Championships Newport, Verenigde Staten ATP International Series $ 355.000 - gras - 32S/32Q/16D | Greg Rusedski                    | Vincent Spadea                    | 7-6(3), 2-6, 6-4     | details |
| 4 juli          | Campbell's Hall of Fame Tennis Championships Newport, Verenigde Staten ATP International Series $ 355.000 - gras - 32S/32Q/16D | Jordan Kerr Jim Thomas           | Graydon Oliver Travis Parrott     | 7-6(5) 7-6(5)        | details |
| 4 juli          | Synsam Swedish Open Båstad, Zweden ATP International Series € 302.000 - gravel - 32S/32Q/16D                                   | Rafael Nadal                     | Tomáš Berdych                     | 2-6, 6-2, 6-4        | details |
| 4 juli          | Synsam Swedish Open Båstad, Zweden ATP International Series € 302.000 - gravel - 32S/32Q/16D                                   | Jonas Björkman Joachim Johansson | José Acasuso Sebastián Prieto     | 6-2, 6-3             | details |
| 4 juli          | Allianz Suisse Open Gstaad Gstaad, Zwitserland ATP International Series € 400.000 - gravel - 32S/23Q/16D                       | Gastón Gaudio                    | Stanislas Wawrinka                | 6-4, 6-4             | details |
| 4 juli          | Allianz Suisse Open Gstaad Gstaad, Zwitserland ATP International Series € 400.000 - gravel - 32S/23Q/16D                       | František Čermák Leoš Friedl     | Michael Kohlmann Rainer Schüttler | 7-6(6), 7-6(11)      | details |
| 15 juli 17 juli | Davis Cup (kwartfinale) |                                  |                                   |                      | details |
| 18 juli         | Priority Telecom Open Amersfoort, Nederland ATP International Series € 302.000 - gravel - 32S/32Q/16D                          | Fernando González                | Agustín Calleri                   | 7-5, 6-3             | details |
| 18 juli         | Priority Telecom Open Amersfoort, Nederland ATP International Series € 302.000 - gravel - 32S/32Q/16D                          | Martín García Luis Horna         | Fernando González Nicolás Massú   | 6-4, 6-4             | details |
| 18 juli         | Mercedes Cup Stuttgart, Duitsland ATP International Series Gold € 590.000 - gravel - 48S/24Q/16D                               | Rafael Nadal                     | Gastón Gaudio                     | 6-3, 6-3, 6-4        | details |
| 18 juli         | Mercedes Cup Stuttgart, Duitsland ATP International Series Gold € 590.000 - gravel - 48S/24Q/16D                               | José Acasuso Sebastián Prieto    | Mariano Hood Tommy Robredo        | 7-6(4), 6-3          | details |
| 18 juli         | RCA Championships Indianapolis, Verenigde Staten ATP International Series $ 575.000 - hardcourt - 48S/24Q/16D                  | Robby Ginepri                    | Taylor Dent                       | 4-6, 6-0, 3-0 opgave | details |
| 18 juli         | RCA Championships Indianapolis, Verenigde Staten ATP International Series $ 575.000 - hardcourt - 48S/24Q/16D                  | Paul Hanley Graydon Oliver       | Simon Aspelin Todd Perry          | 6-2, 3-1 opgave      | details |
| 25 juli         | Mercedes-Benz Cup Los Angeles, Verenigde Staten ATP International Series $ 355.000 - hardcourt - 32S/32Q/16D                   | Andre Agassi                     | Gilles Müller                     | 6-4, 7-5             | details |
| 25 juli         | Mercedes-Benz Cup Los Angeles, Verenigde Staten ATP International Series $ 355.000 - hardcourt - 32S/32Q/16D                   | Brian MacPhie Rick Leach         | Jonathan Erlich Andy Ram          | 6-3, 6-4             | details |
| 25 juli         | Croatia Open Umag Umag, Kroatië ATP International Series € 319.000 - gravel - 32S/32Q/16D                                      | Guillermo Coria                  | Carlos Moyá                       | 6-2, 4-6, 6-2        | details |
| 25 juli         | Croatia Open Umag Umag, Kroatië ATP International Series € 319.000 - gravel - 32S/32Q/16D                                      | Jiří Novák Petr Pála             | Michal Mertiňák David Škoch       | 6-3, 6-3             | details |
| 25 juli         | Generali Open Kitzbühel, Oostenrijk ATP International Series Gold € 625.000 - gravel - 32S/24Q/16D                             | Gastón Gaudio                    | Fernando Verdasco                 | 2-6, 6-2, 6-4, 6-4   | details |
| 25 juli         | Generali Open Kitzbühel, Oostenrijk ATP International Series Gold € 625.000 - gravel - 32S/24Q/16D                             | Leoš Friedl Andrei Pavel         | Christophe Rochus Olivier Rochus  | 6-2, 6-7(5), 6-0     | details |

### Augustus
| Week van                | Toernooi | Winnaar(s)                           | Finalist(en)                      | Uitslag finale        |         |
| ----------------------- | --- | ------------------------------------ | --------------------------------- | --------------------- | ------- |
| 1 augustus              | Idea Prokom Open Sopot, Polen ATP International Series € 404.000 - gravel - 32S/32Q/16D                             | Gaël Monfils                         | Florian Mayer                     | 7-6(6), 4-6, 7-5      | details |
| 1 augustus              | Idea Prokom Open Sopot, Polen ATP International Series € 404.000 - gravel - 32S/32Q/16D                             | Mariusz Fyrstenberg Marcin Matkowski | Lucas Arnold Ker Sebastián Prieto | 7-6(7), 6-4           | details |
| 1 augustus              | Legg Mason Tennis Classic Washington, Verenigde Staten ATP International Series $ 575.000 - hardcourt - 48S/24Q/16D | Andy Roddick                         | James Blake                       | 7-5, 6-3              | details |
| 1 augustus              | Legg Mason Tennis Classic Washington, Verenigde Staten ATP International Series $ 575.000 - hardcourt - 48S/24Q/16D | Bob Bryan Mike Bryan                 | Wayne Black Kevin Ullyett         | 6-4, 6-2              | details |
| 8 augustus              | Rogers Cup Montreal, Canada ATP Masters Series $ 2.200.000 - hardcourt - 64S/32Q/24D                                | Rafael Nadal                         | Andre Agassi                      | 6-3, 4-6, 6-2         | details |
| 8 augustus              | Rogers Cup Montreal, Canada ATP Masters Series $ 2.200.000 - hardcourt - 64S/32Q/24D                                | Wayne Black Kevin Ullyett            | Jonathan Erlich Andy Ram          | 6-7(5), 6-3, 6-0      | details |
| 15 augustus             | W&S Financial Group Masters Cincinnati, Verenigde Staten ATP Masters Series $ 2.200.000 - hardcourt - 64S/32Q/24D   | Roger Federer                        | Andy Roddick                      | 6-3, 7-5              | details |
| 15 augustus             | W&S Financial Group Masters Cincinnati, Verenigde Staten ATP Masters Series $ 2.200.000 - hardcourt - 64S/32Q/24D   | Jonas Björkman Maks Mirni            | Wayne Black Kevin Ullyett         | 7-6(3), 6-2           | details |
| 22 augustus             | Pilot Pen Tennis New Haven, Verenigde Staten ATP International Series $ 650.000 - hardcourt - 48S/29Q/16D           | James Blake                          | Feliciano López                   | 3-6, 7-5, 6-1         | details |
| 22 augustus             | Pilot Pen Tennis New Haven, Verenigde Staten ATP International Series $ 650.000 - hardcourt - 48S/29Q/16D           | Gastón Etlis Martín Rodríguez        | Rajeev Ram Bobby Reynolds         | 6-4, 6-3              | details |
| 29 augustus 5 september | US Open New York, Verenigde Staten Grand Slam $ 7.950.000 - hardcourt 128S/128Q/64D/32X                             | Roger Federer                        | Andre Agassi                      | 6-3, 2-6, 7-6(1), 6-1 | details |
| 29 augustus 5 september | US Open New York, Verenigde Staten Grand Slam $ 7.950.000 - hardcourt 128S/128Q/64D/32X                             | Bob Bryan Mike Bryan                 | Jonas Björkman Maks Mirni         | 6-1, 6-4              | details |
| 29 augustus 5 september | US Open New York, Verenigde Staten Grand Slam $ 7.950.000 - hardcourt 128S/128Q/64D/32X                             | Daniela Hantuchová Mahesh Bhupathi   | Katarina Srebotnik Nenad Zimonjić | 6-4, 6-2              | details |

### September
| Week van                  | Toernooi | Winnaar(s)                             | Finalist(en)                         | Uitslag finale   |         |
| ------------------------- | --- | -------------------------------------- | ------------------------------------ | ---------------- | ------- |
| 12 september              | China Open Peking, China ATP International Series $ 475.000 - hardcourt - 32S/24Q/16D                                 | Rafael Nadal                           | Guillermo Coria                      | 5-7, 6-1, 6-2    | details |
| 12 september              | China Open Peking, China ATP International Series $ 475.000 - hardcourt - 32S/24Q/16D                                 | Justin Gimelstob Nathan Healey         | Dmitri Toersoenov Michail Joezjny    | 4-6, 6-3, 6-2    | details |
| 12 september              | BCR Open Romania Boekarest, Roemenië ATP International Series € 302.000 - gravel - 32S/32Q/16D                        | Florent Serra                          | Igor Andrejev                        | 6-3, 6-4         | details |
| 12 september              | BCR Open Romania Boekarest, Roemenië ATP International Series € 302.000 - gravel - 32S/32Q/16D                        | José Acasuso Sebastián Prieto          | Victor Hănescu Andrei Pavel          | 6-3, 4-6, 6-3    | details |
| 23 september 25 september | Davis Cup (halve finale)                                                                                              |                                        |                                      |                  | details |
| 26 september              | Thailand Open Bangkok, Thailand ATP International Series $ 525.000 - hardcourt - 32S/32Q/16D                          | Roger Federer                          | Andy Murray                          | 6-3, 7-5         | details |
| 26 september              | Thailand Open Bangkok, Thailand ATP International Series $ 525.000 - hardcourt - 32S/32Q/16D                          | Paul Hanley Leander Paes               | Jonathan Erlich Andy Ram             | 5-6(5), 6-1, 6-2 | details |
| 26 september              | Kingfisher Airlines Tennis Open Ho Chi Minhstad, Vietnam ATP International Series $ 355.000 - hardcourt - 32S/32Q/16D | Jonas Björkman                         | Radek Štěpánek                       | 6-3, 7-6(4)      | details |
| 26 september              | Kingfisher Airlines Tennis Open Ho Chi Minhstad, Vietnam ATP International Series $ 355.000 - hardcourt - 32S/32Q/16D | Lars Burgsmüller Philipp Kohlschreiber | Ashley Fisher Robert Lindstedt       | 5-6(3), 6-4, 6-2 | details |
| 26 september              | Campionati Internazionali di Sicilia Palermo, Italië ATP International Series € 302.000 - gravel - 32S/32Q/16D        | Igor Andrejev                          | Filippo Volandri                     | 0-6, 6-1, 6-3    | details |
| 26 september              | Campionati Internazionali di Sicilia Palermo, Italië ATP International Series € 302.000 - gravel - 32S/32Q/16D        | Martín García Mariano Hood             | Mariusz Fyrstenberg Marcin Matkowski | 6-2, 6-3         | details |

### Oktober
| Week van   | Toernooi | Winnaar(s)                        | Finalist(en)                    | Uitslag finale             |         |
| ---------- | --- | --------------------------------- | ------------------------------- | -------------------------- | ------- |
| 3 oktober  | AIG Japan Open Tennis Champs Tokio, Japan ATP International Series Gold $ 665.000 - hardcourt - 56S/16Q/28D      | Wesley Moodie                     | Mario Ančić                     | 1-6, 7-6(7), 6-4           | details |
| 3 oktober  | AIG Japan Open Tennis Champs Tokio, Japan ATP International Series Gold $ 665.000 - hardcourt - 56S/16Q/28D      | Takao Suzuki Satoshi Iwabuchi     | Simon Aspelin Todd Perry        | 5-4(3), 5-4(13)            | details |
| 3 oktober  | Open de Moselle Metz, Frankrijk ATP International Series € 302.000 - hardcourt (i) - 32S/32Q/16D                 | Ivan Ljubičić                     | Gaël Monfils                    | 7-6(7), 6-0                | details |
| 3 oktober  | Open de Moselle Metz, Frankrijk ATP International Series € 302.000 - hardcourt (i) - 32S/32Q/16D                 | Michaël Llodra Fabrice Santoro    | José Acasuso Sebastián Prieto   | 5-2, 3-5, 5-4(4)           | details |
| 10 oktober | CA Tennis Trophy Wenen, Oostenrijk ATP International Series Gold € 565.000 - hardcourt (i) - 32S/32Q/16D         | Ivan Ljubičić                     | Juan Carlos Ferrero             | 6-2, 6-4, 7-6(5)           | details |
| 10 oktober | CA Tennis Trophy Wenen, Oostenrijk ATP International Series Gold € 565.000 - hardcourt (i) - 32S/32Q/16D         | Daniel Nestor Mark Knowles        | Jonathan Erlich Andy Ram        | 5-3, 5-4(2)                | details |
| 10 oktober | Kremlin Cup Moskou, Rusland ATP International Series $ 975.000 - tapijt (i) - 32S/32Q/16D                        | Igor Andrejev                     | Nicolas Kiefer                  | 5-7, 7-6(3), 6-2           | details |
| 10 oktober | Kremlin Cup Moskou, Rusland ATP International Series $ 975.000 - tapijt (i) - 32S/32Q/16D                        | Maks Mirni Michail Joezjny        | Igor Andrejev Nikolaj Davydenko | 5-1, 5-1                   | details |
| 10 oktober | If Stockholm Open Stockholm, Zweden ATP International Series € 659.000 - hardcourt (i) - 32S/32Q/16D             | James Blake                       | Paradorn Srichaphan             | 6-1, 7-6(6)                | details |
| 10 oktober | If Stockholm Open Stockholm, Zweden ATP International Series € 659.000 - hardcourt (i) - 32S/32Q/16D             | Wayne Arthurs Paul Hanley         | Leander Paes Nenad Zimonjić     | 5-3 5-3                    | details |
| 17 oktober | Mutua Madrileña Madrid Masters Madrid, Spanje ATP World Masters Series € 1.870.000 - hardcourt (i) - 48S/24Q/16D | Rafael Nadal                      | Ivan Ljubičić                   | 3-6, 2-6, 6-4, 6-3, 7-6(3) | details |
| 17 oktober | Mutua Madrileña Madrid Masters Madrid, Spanje ATP World Masters Series € 1.870.000 - hardcourt (i) - 48S/24Q/16D | Mark Knowles Daniel Nestor        | Leander Paes Nenad Zimonjić     | 3-6, 6-3, 6-2              | details |
| 24 oktober | Grand Prix de Tennis de Lyon Lyon, Frankrijk ATP International Series € 767.000 - tapijt (i)- 32S/32Q/16D        | Andy Roddick                      | Gaël Monfils                    | 6-3, 6-2                   | details |
| 24 oktober | Grand Prix de Tennis de Lyon Lyon, Frankrijk ATP International Series € 767.000 - tapijt (i)- 32S/32Q/16D        | Michaël Llodra Fabrice Santoro    | Jeff Coetzee Rogier Wassen      | 6-3 6-1                    | details |
| 24 oktober | Davidoff Swiss Indoors Bazel, Zwitserland ATP International Series € 829.000 - tapijt (i) - 32S/32Q/16D          | Fernando González                 | Marcos Baghdatis                | 6-7(8), 6-3, 7-5, 6-4      | details |
| 24 oktober | Davidoff Swiss Indoors Bazel, Zwitserland ATP International Series € 829.000 - tapijt (i) - 32S/32Q/16D          | Agustín Calleri Fernando González | Stephen Huss Wesley Moodie      | 7-5, 7-5                   | details |
| 24 oktober | St. Petersburg Open Sint-Petersburg, Rusland ATP International Series $ 975.000 - hardcourt (i) - 32S/32Q/16D    | Thomas Johansson                  | Nicolas Kiefer                  | 6-4, 6-2                   | details |
| 24 oktober | St. Petersburg Open Sint-Petersburg, Rusland ATP International Series $ 975.000 - hardcourt (i) - 32S/32Q/16D    | Julian Knowle Jürgen Melzer       | Jonas Björkman Maks Mirni       | 4-6, 7-5, 7-5              | details |
| 31 oktober | BNP Paribas Masters Parijs, Frankrijk ATP Masters Series € 1.870.000 - tapijt (i) - 48S/24Q/24D                  | Tomáš Berdych                     | Ivan Ljubičić                   | 6-3, 6-4, 3-6, 4-6, 6-4    | details |
| 31 oktober | BNP Paribas Masters Parijs, Frankrijk ATP Masters Series € 1.870.000 - tapijt (i) - 48S/24Q/24D                  | Bob Bryan Mike Bryan              | Daniel Nestor Mark Knowles      | 6-4, 6-7(3), 6-4           | details |

### November
| Week van    | Toernooi                                                                                    | Winnaar(s)                     | Finalist(en)                | Uitslag finale                    |               |
| ----------- | ------------------------------------------------------------------------------------------- | ------------------------------ | --------------------------- | --------------------------------- | ------------- |
| 7 november  | Tennis Masters Cup Shanghai, China Tennis Masters Cup $ 750.000 - hardcourt (i) - 8D (RR)   | Michaël Llodra Fabrice Santoro | Leander Paes Nenad Zimonjić | 6-7(6), 6-3, 7-6(4)               | details       |
| 14 november | Tennis Masters Cup Shanghai, China Tennis Masters Cup $ 3.700.000 - hardcourt (i) - 8S (RR) | David Nalbandian               | Roger Federer               | 6-7(4), 6-7(11), 6-2, 6-1, 7-6(3) | details       |
| 21 november | Geen toernooi                                                                               | Geen toernooi                  | Geen toernooi               | Geen toernooi                     | Geen toernooi |

### December
| Week van              | Toernooi           | Winnaar(s)    | Finalist(en)  | Uitslag finale |               |
| --------------------- | ------------------ | ------------- | ------------- | -------------- | ------------- |
| 2 december 4 december | Davis Cup (finale) | Kroatië       | Slowakije     | 3-2            | details       |
| 5 december            | Geen toernooi      | Geen toernooi | Geen toernooi | Geen toernooi  | Geen toernooi |
| 12 december           | Geen toernooi      | Geen toernooi | Geen toernooi | Geen toernooi  | Geen toernooi |
| 19 december           | Geen toernooi      | Geen toernooi | Geen toernooi | Geen toernooi  | Geen toernooi |
| 26 december           | Geen toernooi      | Geen toernooi | Geen toernooi | Geen toernooi  | Geen toernooi |

## Statistieken toernooien

### Toernooien per ondergrond
| Ondergrond   | Aantal | Buiten/binnen | Aantal |
| ------------ | ------ | ------------- | ------ |
| Hardcourt    | 35     | Buiten        | 23     |
| Hardcourt    | 35     | Binnen        | 12     |
| Gravel       | 24     | Buiten        | 24     |
| Gravel       | 24     | Binnen        | 0      |
| Tapijt       | 5      | Binnen        | 5      |
| Gras         | 6      | Buiten        | 6      |
| Verschillend | 1      | Verschillend  | 1      |
| Totaal       | 71     |               |        |

### Best of five finales enkelspel
| Categorie                     | Aantal |
| ----------------------------- | ------ |
| Grand Slams                   | 4/4    |
| Tennis Masters Cup            | 1/1    |
| Tennis Masters Series         | 7/9    |
| ATP International Series Gold | 4/9    |
| ATP International Series      | 1/44   |
| World Team Cup                | 0/1    |
| ITF evenementen               | 1/2    |
| Totaal                        | 18/70  |